# 1017 Brick Squad Records
1017 Brick Squad Records, ook bekend als 1017 Records, is een Amerikaans platenlabel dat is opgericht door Gucci Mane nadat hij vertrok bij Mizay Entertainment en So Icy Entertainment. 1017 Records wordt gedistribueerd door Atlantic Records en Asylum Records. 1017 Records heeft ook een sublabel van Waka Flocka Flame, Brick Squad Monopoly genaamd.

## Artiesten
- Gucci Mane
- Waka Flocka Flame
- Young Scooter
- Young Thug
- OG Boo Dirty
- PeeWee Longway
- Rulet 1017
- Young Throwback
- Shep BSM
- Sean Paine
- Cold Blooded Da Do

### Producers
- Lex Luger
- Zaytoven
- Southside
- Sonny Digital
- C4
- Kimyungsim

## Brick Squad Monopoly
Brick Squad Monopoly (BSM) is een sublabel van 1017 Brick Squad Records. Het label werd opgericht in 2011 door Waka Flocka Flame.

### Artiesten
- Waka Flocka Flame
- Wooh Da Kid
- Frenchie
- Dirt Gang (Dae Dae Deniro, D-Bo, Cam, J Mike, Dame Luchiano, Diego, Chaz Gotti, Kenny & Nuke)
- Fetti Gang
- CookedUp
- Money Mouse
- Cartel MGM
- Cartier Kitten
- Young Joey
- Haitian Fresh
- Huey
- Suga Shane
- Ben G
- Sony
- Jeremy Greene
- S. Money
- Kayo Redd
- YG Hootie
- Joe Moses
- Ice Burgandy
- Reema Major
- Chaz Gotti
- Joey Fatts
- Rayven Justice

### Producer
- 808 Mafia

## Discografie

### Albums
- Gucci Mane — The State vs. Radric Davis (2009)
- Gucci Mane — The Appeal: Georgia's Most Wanted (2010)
- Waka Flocka Flame — Flockaveli (2010)
- Gucci Mane & V-Nasty — BAYTL (2011)
- Gucci Mane & Waka Flocka Flame — Ferrari Boyz (2011)
- Wake Flocka Flame — Triple F Life: Fans, Friends & Family (2012)
- Gucci Mane — Trap House III (2013)